# Hygropoda exilis
Hygropoda exilis är en spindelart som först beskrevs av Tord Tamerlan Teodor Thorell 1881.  Hygropoda exilis ingår i släktet Hygropoda och familjen vårdnätsspindlar. Inga underarter finns listade i Catalogue of Life.